# حزب راية الشعب
الحزب الشيوعي المصري (والذي يشار إليها غالبًا باسم راية الشعب، بعد نشره لراية الشعب)، كان حزبًا شيوعيًا في مصر تأسس في أواخر عام 1949.
كان الحزب بقيادة فؤاد مرسي وإسماعيل صبري عبد الله ، وكلاهما درس في باريس وانضم إلى الحزب الشيوعي الفرنسي هناك. وعندما عاد مرسي إلى مصر في عام 1949، تأسس الحزب (عاد عبد الله إلى مصر في عام 1951). عارض مرسي نفوذ اليهود الصهاينة داخل الحركة الشيوعية المصرية، ورفض الحركة الديمقراطية للتحرر الوطني (حدتو) وزعيمها هنري كوريل. وزعمت قيادة الراية أن النفوذ الصهيوني والفجور الجنسي أديا إلى سقوط حدتو، فمُنع اليهود من عضوية الحزب. كانت جماعة الراية هي الفصيل الشيوعي الوحيد في مصر في ذلك الوقت، والذي لم يشارك فيه الشيوعيون اليهود. باعتباره أصغر المنظمات الشيوعية الرئيسة الثلاث في البلاد، كان عدد أعضاء الحزب أقل من 100 عضو، معظمهم من المثقفين. وقد عمل بشكل سري تمامًا. كان الحزب يضم عددًا من الأقباط من مصر الوسطى.
وصنف الحزب حكومة جمال عبد الناصر بالديكتاتورية الفاشية. وقد دعم حل الدولتين والسلام مع دولة الاحتلال الحديثة إسرائيل بشرط إنشاء دولة عربية فلسطينية مستقلة ديمقراطية على أساس حدود خطة تقسيم فلسطين التي أقرتها الأمم المتحدة عام 1947. وندد الحزب بمواقف الحزب الشيوعي المصري الموحد (المنظمة الخليفة لحزب حدتو) تجاه حكومة ناصر ووصفها بأنها انتهازية. كانت جماعة الراية أول جماعة شيوعية مصرية تدعو إلى دعم حق تقرير المصير السوداني، وطالب الحزب بانسحاب القوات العسكرية البريطانية والمصرية من السودان. اقترح الحزب اتحادًا طوعيًا فيدراليًا بين مصر والسودان.
بحلول منتصف الخمسينيات من القرن العشرين، أصبحت جماعة راية الشعب نشطة بشكل خاص في الحركة الطلابية، ووسعت نفوذها. في جامعة إبراهيم باشا، قاد زعيم طلاب الراية عمرو محي الدين اعتصامًا مشتركًا احتجاجيًا في حزيران وتموز 1954 مع جماعة الإخوان المسلمين ضد اتفاقية الجلاء البريطانية المصرية.
وبحلول أواخر عام 1956، بدأت محادثات الوحدة بين الفصائل الرئيسة للحركة الشيوعية المصرية. شُكلَت لجنة ثلاثية بين جماعة الراية والحزب الشيوعي المصري الموحد حزب الطليعة الشعبية للتحرير، وكان سعد زهران ممثلًا عن جماعة الراية. وطالبت جماعة الراية باستبعاد اليهود المؤيدين للصهاينة من القيادة كشرط للاندماج. بحلول حزيران 1957 وافق الحزب الشيوعي المصري الموحد على شروط جماعة الراية، واندمج الحزبان لتشكيل الحزب الشيوعي المصري الموحد. وبما أن الحزب الشيوعي المصري الموحد رشح أربعة أعضاء من السجناء للجنة المركزية، فقد سيطرت مجموعة الراية السابقة (التي كانت ترشح أعضاء الحزب من خارج السجن فقط) على اللجنة المركزية الجديدة.